# Günter Saße
Günter Saße (* 13. Oktober 1945 in Eutin) ist ein deutscher Germanist und emeritierter Hochschullehrer an der Albert-Ludwigs-Universität Freiburg.

## Leben
Günter Saße wurde als erstes von zwei Kindern des Schlossers Georg Saße und dessen Frau Maria, geb. Wenker, in Eutin geboren. Nach dem Abitur am Max-Planck-Gymnasium in Kiel und dem Wehrdienst bei der Bundeswehr studierte Saße seit 1967 Deutsch, Philosophie und Geographie an der Christian-Albrechts-Universität zu Kiel. 1969 wechselte er an die Albert-Ludwigs-Universität Freiburg, wo er im Sommersemester 1972 das Staatsexamen in den Fächern Deutsch und Geographie ablegte.
Von 1974 bis 1976 war Saße Wissenschaftlicher Mitarbeiter am Seminar für deutsche Philologie der Georg-August-Universität Göttingen, danach ebendort Wissenschaftlicher Assistent. Im Juli 1976 wurde er in Freiburg mit einer von Horst Turk betreuten Untersuchung zur Sprachkritik der Moderne promoviert. 1984 habilitierte er sich in Göttingen mit einer Arbeit über das familiale Wertesystem im Drama der Aufklärung und erhielt die Venia Legendi für Deutsche Philologie.
1985 war Günter Saße als Professor am Deutschen Seminar der Universität Göttingen tätig. Von 1986 bis zu seiner Pensionierung 2011 war er Lehrstuhlinhaber für Neuere Deutsche Literaturgeschichte an der Universität Freiburg. Saße ist vor allem als Goethe- und Lessing-Forscher bekannt und gilt als Experte für die Sozialgeschichte der Literatur des 18. und 19. Jahrhunderts sowie für die Literatur der Moderne.

## Ausgewählte Schriften
- Sprache und Kritik. Untersuchung zur Sprachkritik der Moderne. Vandenhoeck & Ruprecht, Göttingen 1977, ISBN 3-525-20538-4 (Zugl.: Freiburg (Breisgau), Univ., Diss., 1976).
- mit Horst Turk (Hrsg.): Handeln, Sprechen und Erkennen. Zur Theorie und Praxis der Pragmatik. Vandenhoeck & Ruprecht, Göttingen 1978.
- Die aufgeklärte Familie. Untersuchungen zur Genese, Funktion und Realitätsbezogenheit des familialen Wertsystems im Drama der Aufklärung. Niemeyer, Tübingen 1988, ISBN 3-484-18095-1 (Zugl.: Göttingen, Univ., Habil.-Schr., 1984).
- Liebe und Ehe. Oder: Wie sich die Spontaneität des Herzens zu den Normen der Gesellschaft verhält. Lessings "Minna von Barnhelm". Niemeyer, Tübingen 1993.
- mit Wolfram Mauser (Hrsg.): Streitkultur. Strategien des Überzeugens im Werk Lessings. Referate der Internationalen Lessing-Tagung der Albert-Ludwigs-Universität Freiburg und der Lessing Society an der University of Cincinnati, Ohio/USA, vom 22. bis 24. Mai 1991 in Freiburg im Breisgau. Niemeyer, Tübingen 1993.
- Die Ordnung der Gefühle. Das Drama der Liebesheirat im 18. Jahrhundert. Wissenschaftliche Buchgesellschaft, Darmstadt 1996.
- (Hrsg.) Interpretationen. E. T. A. Hoffmann: Romane und Erzählungen. Reclam, Stuttgart 2004.
- (Hrsg.) Schiller. Werk-Interpretationen. Winter, Heidelberg 2005.
- mit Hee-Ju Kim (Hrsg.): Interpretationen. Arthur Schnitzler: Dramen und Erzählungen. Reclam, Stuttgart 2007.
- mit Francine Maier-Schaeffer und Johannes Schwitalla (Hrsg.): Streit I = Sprache und Literatur. Bd. 100/Jg. 38, 2007, 2. Halbjahr.
- mit Francine Maier-Schaeffer und Johannes Schwitalla (Hrsg.): Streit II = Sprache und Literatur. Bd. 101/Jg. 39, 2008, 1. Halbjahr.
- mit Achim Aurnhammer und Werner Frick (Hrsg.): Gottfried Benn – Bertolt Brecht. Das Janusgesicht der Moderne. Ergon, Würzburg 2009.
- Auswandern in die Moderne. Tradition und Innovation in Goethes Roman "Wilhelm Meisters Wanderjahre". De Gruyter, Berlin/New York 2010.
- mit Sebastian Kaufmann: Gotthold Ephraim Lessing: "Emilia Galotti". Schroedel, Braunschweig 2012.
- mit Sebastian Kaufmann: Gotthold Ephraim Lessing: "Nathan der Weise". Schroedel, Braunschweig 2013.